# Guðmundur Torfason
Guðmundur Torfason, detto Gunni (Vestmannaeyjar, 13 dicembre 1961), è un allenatore di calcio ed ex calciatore islandese, di ruolo attaccante.

## Carriera

### Club
Ha diviso la sua carriera tra Islanda, Belgio, Austria, Scozia e Inghilterra. Vanta 12 presenze e 4 nelle competizioni UEFA per club.

### Nazionale
Esordisce il 10 luglio 1985 contro le Far Oer (9-0).

## Palmarès

### Giocatore

#### Competizioni nazionali
- Coppa di Danimarca: 1

Frem: 1978
- Supercoppa d'Austria: 1

Rapid Vienna: 1988

#### Individuale
- Calciatore islandese dell'anno: 1

1986
- Capocannoniere dell'Úrvalsdeild: 1

1986 (19 gol)